# Seraphine Levenbach-Asscher
Séraphine Levenbach-Asscher (Amsterdam, 2 december 1865 – aldaar, 8 maart 1948) was een Nederlands bestuurster.

## Achtergrond
Séraphine Angélique Asscher was afkomstig uit het gezin van arts Emanuel Benjamin Asscher (1825-1912) en Betje de Vedder (verwant aan de Vedder Stichting). Haar broer was Benjamin Emanuel Asscher, bestuurder binnen de kerkeraad en gemeenteraadslid. In 1891 huwde ze Gustav Jacob Levenbach (1858-19 december 1930). Uit het huwelijk kwamen twee kinderen voort Marius Gustaaf Levenbach (jurist, naamgever van het Levenbachinstituut) en Bettie Seraphine Levenbach (juriste). Het echtpaar woonde enige tijd aan de Sarphatistraat 64, wellicht even Stadhouderskade 148 en Apollolaan.

## Besturen
Serpahine Levenbach was voornamelijk actief op het gebied van kinderbescherming. Ze was onder andere voorzitter en vanaf 1940 erelid van Misgab Lajeled (Toevlucht voor het kind), vice-presidente en meer dan 30 jaar lid van de Amsterdamse Voogdijraad, voorzitster en oprichtster van Voogdijver. Tevens bekleedde ze functies binnen de Armenraad en F.I.K.A. (Federatie van Instellingen voor Kinderbescherming Amsterdam). In die jaren was ze ook betrokken bij de weldadigheidszegels/kinderpostzegels. Ze zat tevens in de Commissie van toezicht op het lager en voorbereidend onderwijs en Subcommissie Onderwijs. Ze was in 1929 betrokken bij een inzamelingactie voor de slachtoffers (acht weduwen en 37 halfwezen) van de scheepsramp van De Hoekse reddingsboot Prins der Nederlanden (1909-1929).
Ze werd in 1930 benoemd tot ridder in de Orde van Oranje Nassau, en 1in 1936 begiftigd met de Zilveren Medaille van de Stad Amsterdam.